# Hans Schack (gehejmeråd)
 Der er flere personer med dette navn, se Hans Schack.
Hans lensgreve Schack (født 14. januar 1735, død 21. august 1796 på Schackenborg) var en dansk godsejer og gehejmeråd.

## Biografi
Han var søn af lensgreve Otto Didrik Schack og Anna Ernestine Frederikke Gabel. Ved faderens død 1741 arvede han som ældste søn grevskabet Schackenborg, og 1758 købte han godset Seekamp; efter at han 1753 var blevet kammerherre og 1759 assessor i Kancellikollegiet, fik han året efter det hvide bånd og udnævntes til stiftamtmand i Ribe og amtmand over Ribe Amt, men allerede 1768 tog han, der 1763 havde fået enkedronningens orden, sin afsked som stiftamtmand og udnævntes samtidig til gehejmeråd.
Schack, der døde på Schackenborg 21. august 1796, havde ægtet 1. gang (7. januar 1757) Ulrikke Auguste Vilhelmine komtesse Moltke (30. april 1740 – 7. april 1763), datter af Adam Gottlob greve Moltke til Bregentved; 2. gang (7. september 1763) Caroline Louise Sophie Moltke (23. juni 1742 – 12. oktober 1794), datter af gehejmeråd Joachim Christoph Moltke.